# Hotel The Empire Brunéi
El Hotel The Empire Brunéi es un hotel de lujo en el Sultanato de Brunéi. Pertenece a "World Hotels". El hotel dispone, entre otras cosas, del antiguo palacio del príncipe Jefri, hermano del sultán Hassanal Bolkiah.
El complejo consta de 360 habitaciones, 47 suites y 16 villas con un total de doce habitaciones. El hotel tiene una piscina de agua salada y nueve áreas de piscina con 16.000 m². La más grande y más lujosa suite del hotel es la suite Emperador, es de 666 m² y cuenta con una piscina cubierta y un cine privado.